# Ferrari 288 GTO
Ferrari 288 GTO är en sportbil, tillverkad av den italienska biltillverkaren Ferrari mellan 1984 och 1986.

## 288 GTO
Ferrari 288 GTO presenterades på Internationella bilsalongen i Genève 1984. Den togs fram som en tävlingsversion av 308 GTB, enligt det Grupp B-reglemente som frambragte även Porsche 959.
Karossen byggde på 308:an, men var byggd av diverse exotiska lättviktsmaterial, såsom kevlar och mer traditionell aluminium och glasfiber. Chassit var förlängt 11 cm och breddat för att rymma den längsställda motorn. Motorn baserades på 308:ans V8, men cylindervolymen reducerades för att passa reglementets maxgräns. Den var försedd med ett turboaggregat per cylinderbank och laddluftkylare. Den var därigenom närmare besläktad med Lancias Grupp C-bil LC2 än Ferrari 308.
Reglementet krävde att 200 bilar byggdes för homologering, men efterfrågan drev upp produktionen till 272 exemplar. 288 GTO var världens snabbaste standardbil när den introducerades. Det blev den första i raden av det glada 1980-talets superbilar och följdes snart av bilar som Bugatti EB110, Jaguar XJ220 och McLaren F1.

## 288 GTO Evoluzione

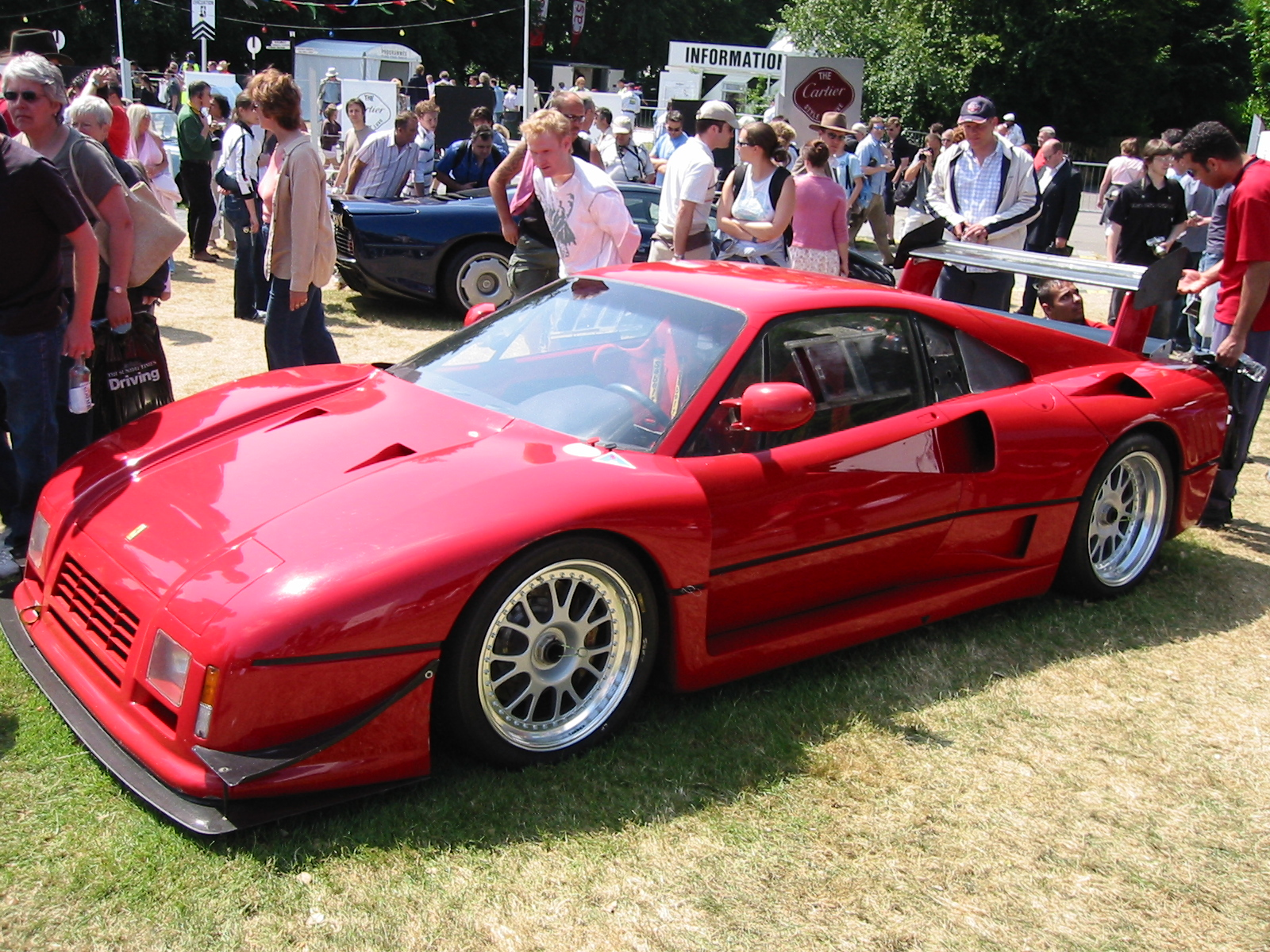
Ferrari 288 GTO Evoluzione

Evoluzione-versionen, som visades 1986, var en ren tävlingsbil avsedd för FIA:s Grupp B. Karossen hade modifierats rejält för att förbättra aerodynamiken och motorn hade trimmats till 600 hk. Grupp B avskaffades till 1987 efter en rad otäcka olyckor och Evo-modellen fick aldrig tävla, men den fick en efterföljare i Ferrari F40.

## Tekniska data
| Tekniska data         | 288 GTO                                                               |
| --------------------- | --------------------------------------------------------------------- |
| Motor:                | Mittmonterad 90° 8-cylindrig V-motor med biturbo                      |
| Cylindervolym:        | 2855 cm³                                                              |
| Borrning x slaglängd: | 81,0 x 71,0 mm                                                        |
| Kompression:          | 7,6:1                                                                 |
| Max effekt:           | 400 hk vid 7 000 v/min                                                |
| Max vridmoment:       | 496 Nm vid 3 800 v/min                                                |
| Ventilstyrning:       | Dubbla överliggande kamaxlar per cylinderrad, 4 ventiler per cylinder |
| Bränslesystem:        | Weber-Marelli bränsleinsprutning                                      |
| Växellåda:            | 5-växlad manuell                                                      |
| Hjulupphängning:      | Dubbla tvärlänkar, skruvfjädrar                                       |
| Bromsar:              | Hydrauliska skivbromsar                                               |
| Chassi & kaross:      | Stålrörsram med kaross av glasfiberarmerad plast och kevlar.          |
| Hjulbas:              | 245 cm                                                                |
| L x B x H:            | 429 x 191 x 112 cm                                                    |
| Torrvikt:             | 1160 kg                                                               |
| Acc. 0–100 km/h:      | 4,9 s                                                                 |
| Toppfart:             | 305 km/h                                                              |

## Tillverkning
| Modell      | Antal |
| ----------- | ----- |
| 288 GTO     | 272   |
| 288 GTO Evo | 6     |